# Zastler Hütte

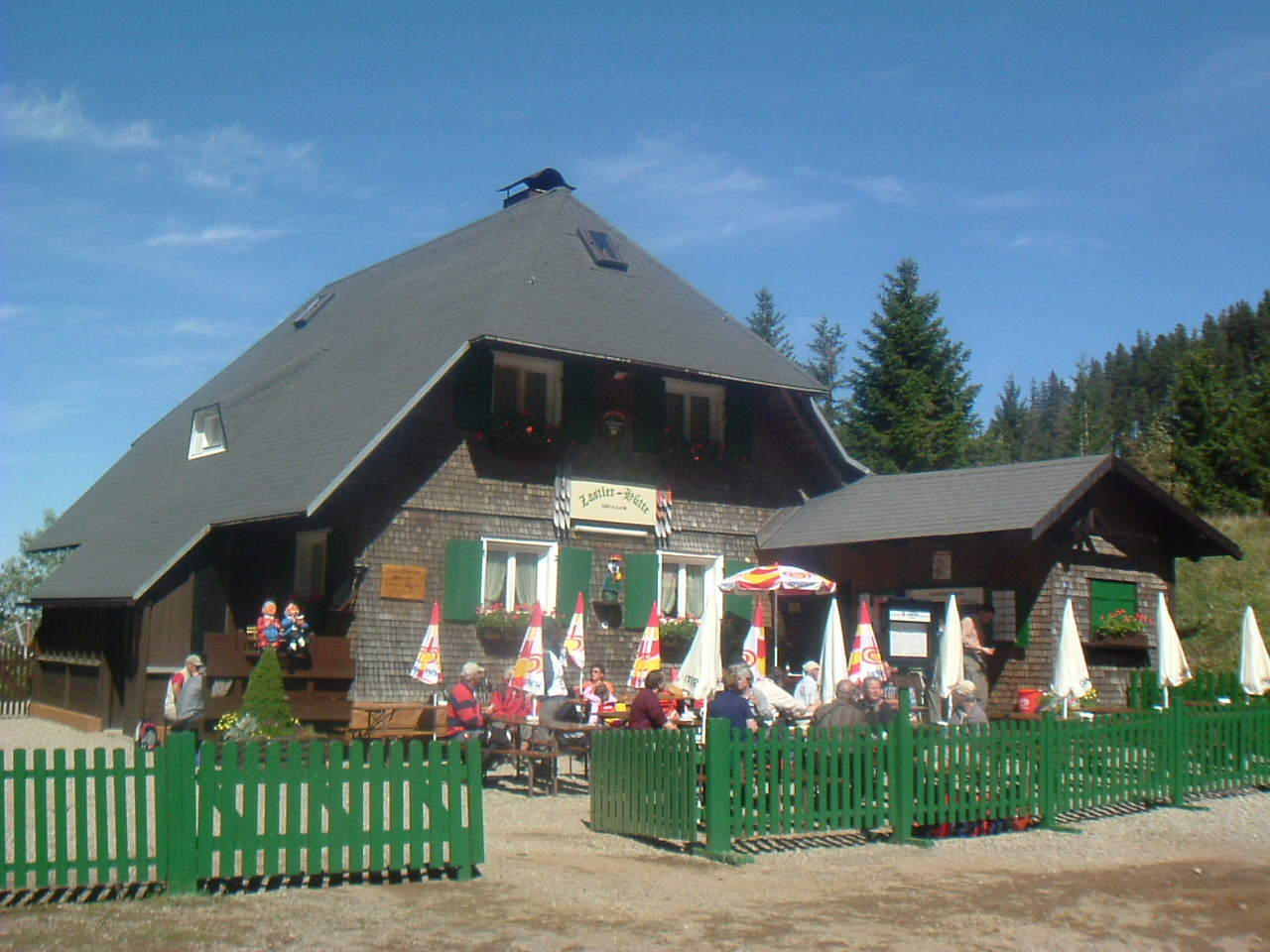
Zastler Hütte

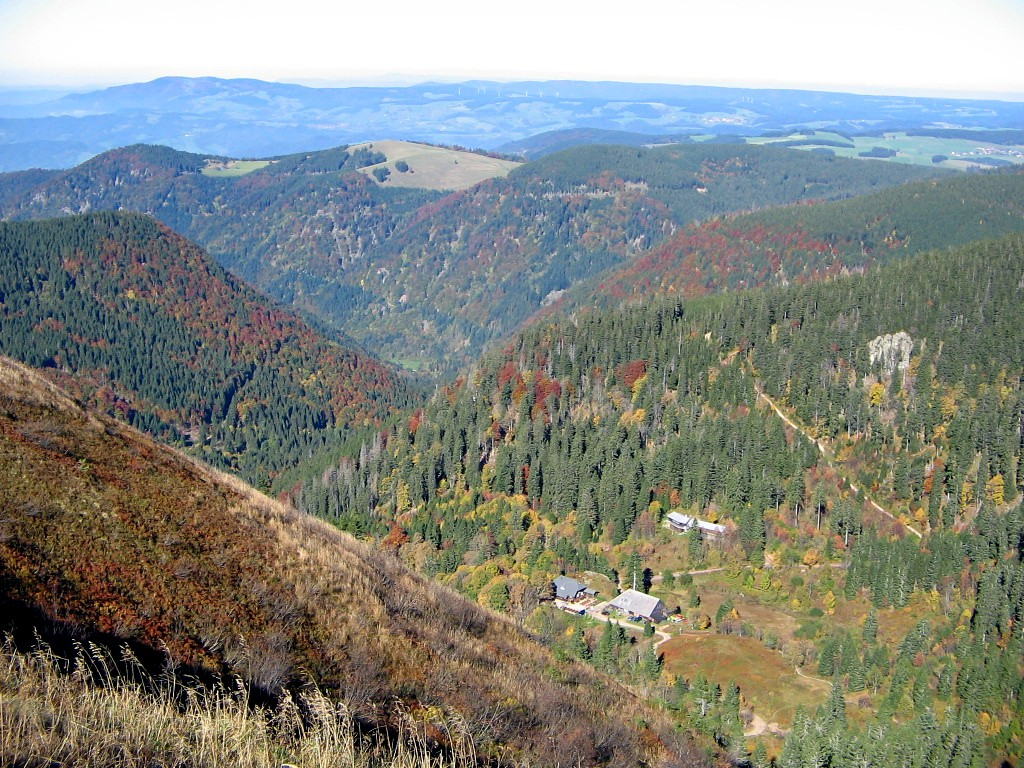
Blick vom Feldberg auf die Hütte und das Zastler Tal (dahinter der Hinterwaldkopf und am Horizont der Kandel)

Die Zastler Hütte ist eine bewirtschaftete Mittelgebirgshütte auf einer Höhe von 1256 m ü. NHN. Sie befindet sich im Zastler Loch nordwestlich des Feldberggipfels im Schwarzwald.

## Lage
Die Zastler Hütte steht inmitten des Naturschutzgebietes Feldberg unterhalb eines eiszeitlichen Kars und unterhalb des Feldberggipfels. Direkt an einem Naturlehrpfad gelegen, ist sie häufiger Ausgangs- und Zielpunkt von Wanderungen im Feldberggebiet.

## Geschichte

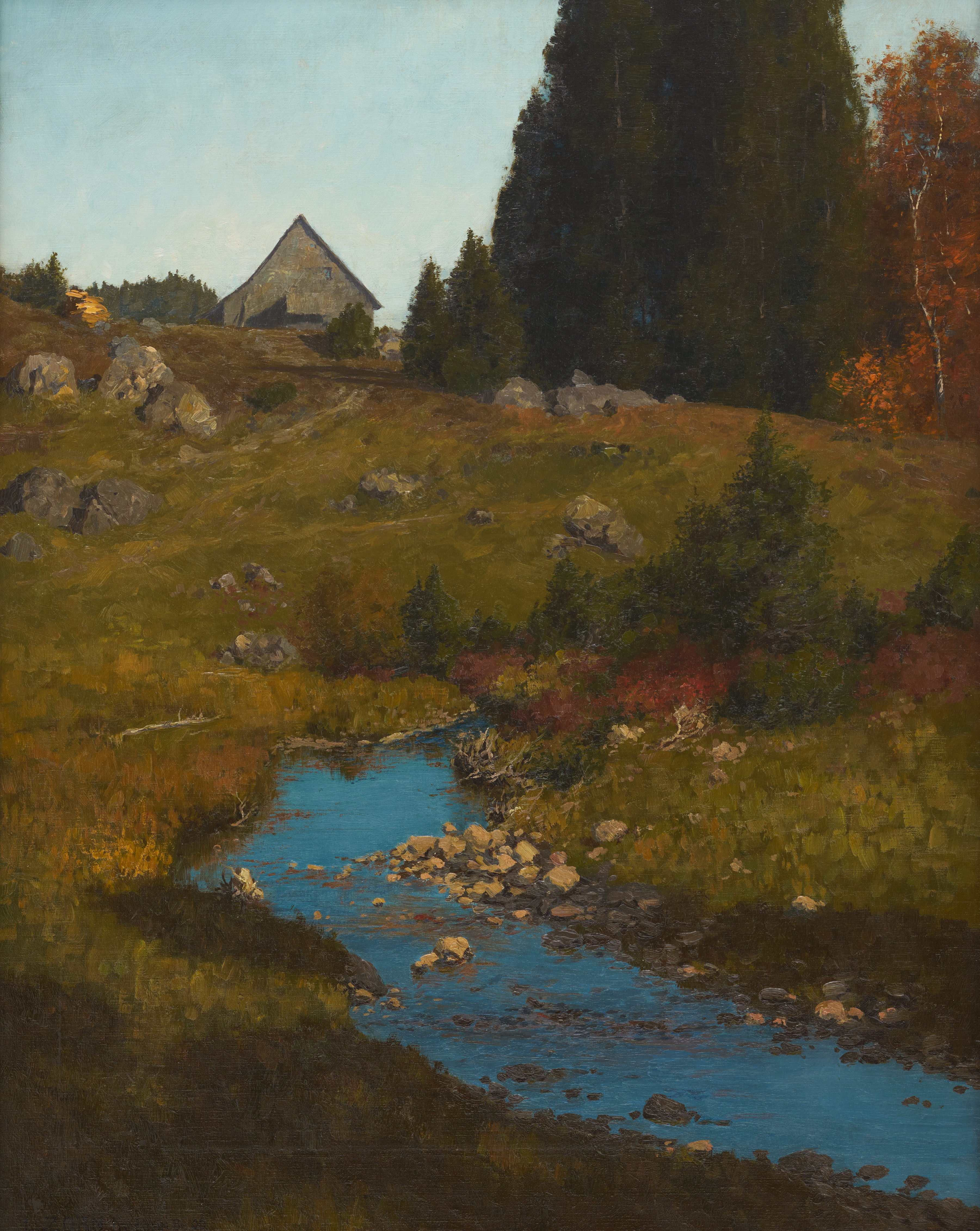
Zastler Hütte von Ludwig Zorn (1906)

Die Zastler Viehhütte war früher im Besitz der Gemeinde Zastler und kam zu Beginn des 20. Jahrhunderts mit den Höfen im Zastler Tal in den Besitz des Staates. Seit 1951 bzw. 1962 war sie wieder Eigentum der damals selbständigen, heute zu Oberried gehörende Gemeinde Zastler. Seit 2001 befindet sich die Hütte in Privatbesitz. 1883 wurden Hirtenwohnung und Stall abgerissen und eine neue, größere Viehhütte mit Hirtenwohnung und Wirtschaftsrecht erstellt. In den folgenden Jahren wurde die Hütte häufig von Malern und Naturforschern aus Freiburg besucht, hinzu kamen Wanderer und Skiläufer, an welche sie im Winter vermietet wurde. Früher wurde die Hütte vom Zastlerbach mit Wasser versorgt. 1954 wurden am Osterrain drei Quellen gefasst, um die nahe gelegene Freiburger Hütte des Ski-Club Freiburg und die Zastler Hütte mit Trinkwasser zu versorgen, welche dann 1956 angeschlossen wurde.  Seit 1963 beziehen beide Hütten Strom.
Nachdem das Herderhaus am 12. Februar 1910 abbrannte, wurde es vom Forstamt Kirchzarten neu und größer wieder aufgebaut und konnte am 12. Juni 1912 eingeweiht werden. Im Februar 1942 wurde die Viehhütte durch eine Lawine teilweise eingedrückt und verfiel in den folgenden Jahren immer mehr, bis sie in den ersten Nachkriegsjahren neu hergerichtet wurde.
Im Dezember 2011 war die Zastler Hütte durch einen Felssturz für sechs Tage von der Außenwelt abgeschnitten.

## Zugänge
Während der Hüttensaison (Mitte Mai bis Ende Oktober) bestehen Übernachtungsmöglichkeiten in einem Matratzenlager. Die Hütte ist nur zu Fuß zu erreichen, die nächstgelegenen Parkplätze befinden sich am Rinken (Anfahrt von Hinterzarten), am Feldberg, bei der Erlenbacher Hütte bzw. der Stollenbacher Hütte und im Talschluss des Zastlertals.